# Kinetoscoop

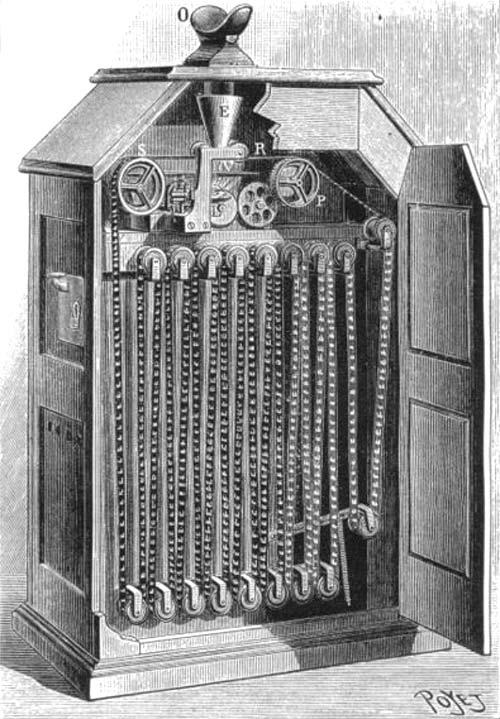
Binnenaanzicht van een kinetoscoop

De kinetoscoop was een individuele kijkmachine; men gooide er geld in waarna men via een kijkgaatje naar een zeer korte film kon kijken.
Er is onenigheid over wie de kinetoscoop heeft uitgevonden. Hoogstwaarschijnlijk is het het werk van William K.L. Dickson, die toen voor Thomas Edison werkte. Het apparaat werd gemaakt in de jaren negentig van de negentiende eeuw en werd al gauw populair in circussen en op kermissen. Een van de eerste films voor de kinetoscoop was Fred Ott's Sneeze.

## Kenmerken
- Maakte gebruik van het 35mm-filmformaat van Eastman.
- Zowel zwart-wit- als met de hand ingekleurde filmpjes waren mogelijk.
- Zowel stomme film als geluidsfilm was mogelijk. Dit laatste werd bereikt door een langspeelplaat gelijktijdig met het filmpje af te spelen.
- Vaak voorkomende thema's waren filmpjes rond sport of komedies.
- Er konden geen beelden mee geprojecteerd worden.
- Voor de opnames van de films met de kinetograaf (de camera) bouwde Edison op het terrein van zijn laboratorium in West Orange de filmstudio Black Maria.

## Commercieel succes
Edison introduceerde zijn nieuwe uitvinding aan het publiek op de wereldtentoonstelling van 1893 in Chicago. Op 14 april 1894 openden de Holland Brothers de eerste kinetoscoopsalon op Broadway in New York. Voor 25 cent kon men er individueel een filmpje bekijken. Aan het einde van het jaar was het nieuws over het apparaat de gehele wereld rondgegaan.
Het toestel trok de aandacht van investeerders en van mensen die later concurrenten zouden worden van Edison. Zo werd het toestel in 1894 getoond in Parijs in aanwezigheid van de vader van de gebroeders Lumière. Hij spoorde zijn zonen aan een gelijkwaardig, dan wel beter toestel te maken.
De kinetoscoop was een succes in de stad, maar niet op het platteland. De redenen waren het hoge elektriciteitsverbruik en het vrij dure karakter. Edison miste de trein wat met zijn uitvinding. 

## De concurrentie
Hij ondervond grote concurrentie van de American Mutoscope Company, met hun mutoskoop, van de Eidoloscoop van Woodville Latham. Niet in de laatste plaats doordat de gebroeders Lumière erin slaagden een klein handzaam apparaat te ontwikkelen, dat diende als camera, printer en ook als projector functioneerde. Om de concurrentie aan te gaan moest hij uitwijken naar een paar andere uitvinders, t.w. Charles Francis Jenkins et Thomas Armat. Zij hadden de Phantascoop geconstrueerd, maar zaten enorm in de schulden. Edison betaalde hen maar eiste alle rechten op; verder gaf hij aan het apparaat de nieuw naam Vitascoop.